# Walkendorf
Walkendorf ist eine Gemeinde im Landkreis Rostock in Mecklenburg-Vorpommern (Deutschland). Die Gemeinde wird vom Amt Gnoien mit Sitz in der Stadt Gnoien verwaltet.

## Geografie
Die Gemeinde Walkendorf liegt nördlich der Mecklenburgischen Schweiz und südöstlich von Rostock in einem hügeligen Gebiet zwischen den Kleinstädten Gnoien und Tessin. Die kleinen Bäche und Gräben im Gemeindegebiet, darunter der durch den Ort führende Grandbach, werden über die Warbel, einem kleinen Nebenfluss der Trebel, entwässert. Westlich der Ortschaft Walkendorf liegt der 3 Hektar große Schloßsee und der 0,5 Hektar große Egelsee. Die Gemeinde ist durch Ackerflächen geprägt. Wald gibt es lediglich nördlich und westlich von Stechow. An der Gemeindegrenze gibt es hier 90 Hektar Mischwald. Nordöstlich von Dalwitz liegt eine weitere, 30 Hektar große Mischwaldfläche, das Buchholz. Die höchste Erhebung erreicht südöstlich von Stechow 61 m ü. NN und der tiefste Punkt auf dem Gemeindegebiet liegt mit 14 m ü. NN in der moorigen Warbelniederung östlich der Ortschaft Walkendorf.
Umgeben wird Walkendorf von den Nachbargemeinden Thelkow und Nustrow im Norden, Behren-Lübchin im Nordosten, Gnoien im Osten, Altkalen im Südosten, Schwasdorf und Groß Wüstenfelde im Süden, Prebberede im Südwesten, Wardow im Westen sowie Selpin und Tessin im Nordwesten.
Zu Walkendorf gehören die Ortsteile Alt Vorwerk, Basse, Boddin, Dalwitz, Gottesgabe, Groß Lunow, Holz Lübchin, Klein Lunow, Lühburg, Neu Boddin, Neu Vorwerk, Repnitz, Stechow und Strietfeld.

## Geschichte

### Walkendorf
Der Ort wurde 1216 erstmals urkundlich erwähnt. Von 1273 bis zum Anfang des 16. Jahrhunderts gehört Walkendorf zum Kloster Dargun. Gutsherren waren u. a. die Familien von Moltke (1374–1830), Friedrich August Peters (bis 1843), von Heyden-Linden (bis 1859) und von Bassewitz (bis 1876). Walkendorf war von 1897 bis etwa um 1963 von der Schmalspurbahn Tessin erschlossen, die verschiedene Güter beförderte, insbesondere Zuckerrüben zur Zuckerfabrik in Tessin. 1910 lebten hier 264 Einwohner. In der DDR-Zeit war das Volkseigene Gut zum Teil ein Versuchsgut der Landwirtschaftlichen Akademie Berlin. Am 1. Januar 1951 wurden die bisher eigenständigen Gemeinden Dalwitz und Friedrichshof eingegliedert. Nach 1990 wurde das Gut verkauft. In der Gemeinde hat der Förderverein der Heimat- und Kulturpflege im nördlichen Kreis Güstrow sein Domizil in der Alten Ausspanne.
Am 26. Mai 2019 wurden die beiden Nachbargemeinden Boddin und Lühburg eingemeindet.

### Dalwitz
Gutsherren war von 1349 bis 1945 die Familie Graf von Bassewitz, die nach 1992 das Gut wieder bewirtschaften. Das Gutshaus mit seinem Wallgraben stammt von 1726; es wurde 1855 im Tudorstil um- und ausgebaut und nach 1992 zum Gästehaus umgebaut. 1910 lebten hier 214 Einwohner.

### Friedrichshof
1910 lebten hier noch 68 Einwohner, bis 1950 war Friedrichshof eine eigenständige Gemeinde, seit 1971 ist es eine Wüstung.

### Stechow
wurde 1273 zusammen mit Walkendorf erwähnt, als Nicolaus, Heinrich und Johann, Fürsten von Werle, dem Kloster Dargun die Dörfer verkaufte. Gutsbesitzer waren die Familien von Moltke zu Strietfeld (bis 1379) und von Bassewitz (bis 1945). 1910 lebten hier 53 Einwohner.

## Politik

### Gemeindevertretung und Bürgermeister
Der Gemeinderat besteht (inkl. Bürgermeister) aus 10 Mitgliedern. Die Wahl zum Gemeinderat am 26. Mai 2019 hatte folgende Ergebnisse:
| Partei/Bewerber                         | Prozent | Sitze |
| --------------------------------------- | ------- | ----- |
| Kommunale Wählergemeinschaft Walkendorf | 53,11   | 5     |
| Wählergruppe Boddin                     | 25,44   | 3     |
| Wählergruppe Lühburg                    | 16,77   | 2     |

Bürgermeister der Gemeinde ist Henrik Jager, er wurde mit 74,95 % der Stimmen gewählt.

## Sehenswürdigkeiten

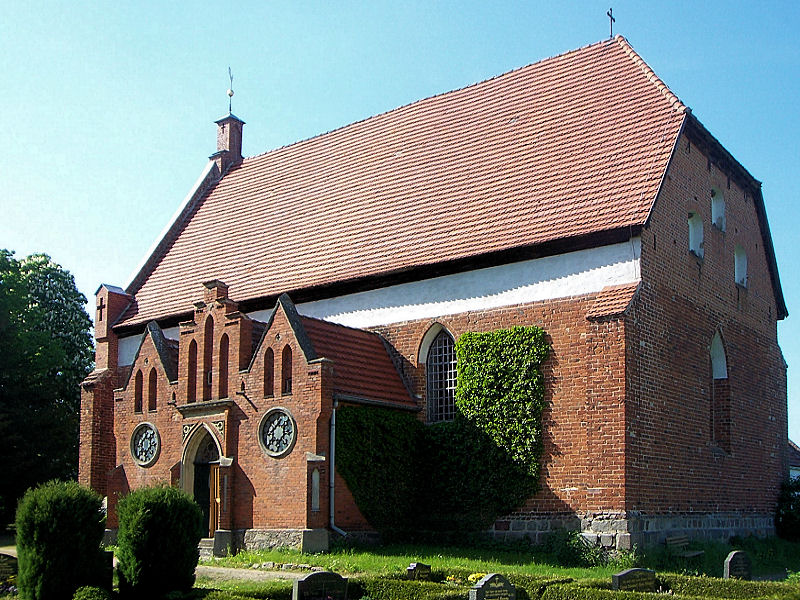
Dorfkirche Walkendorf
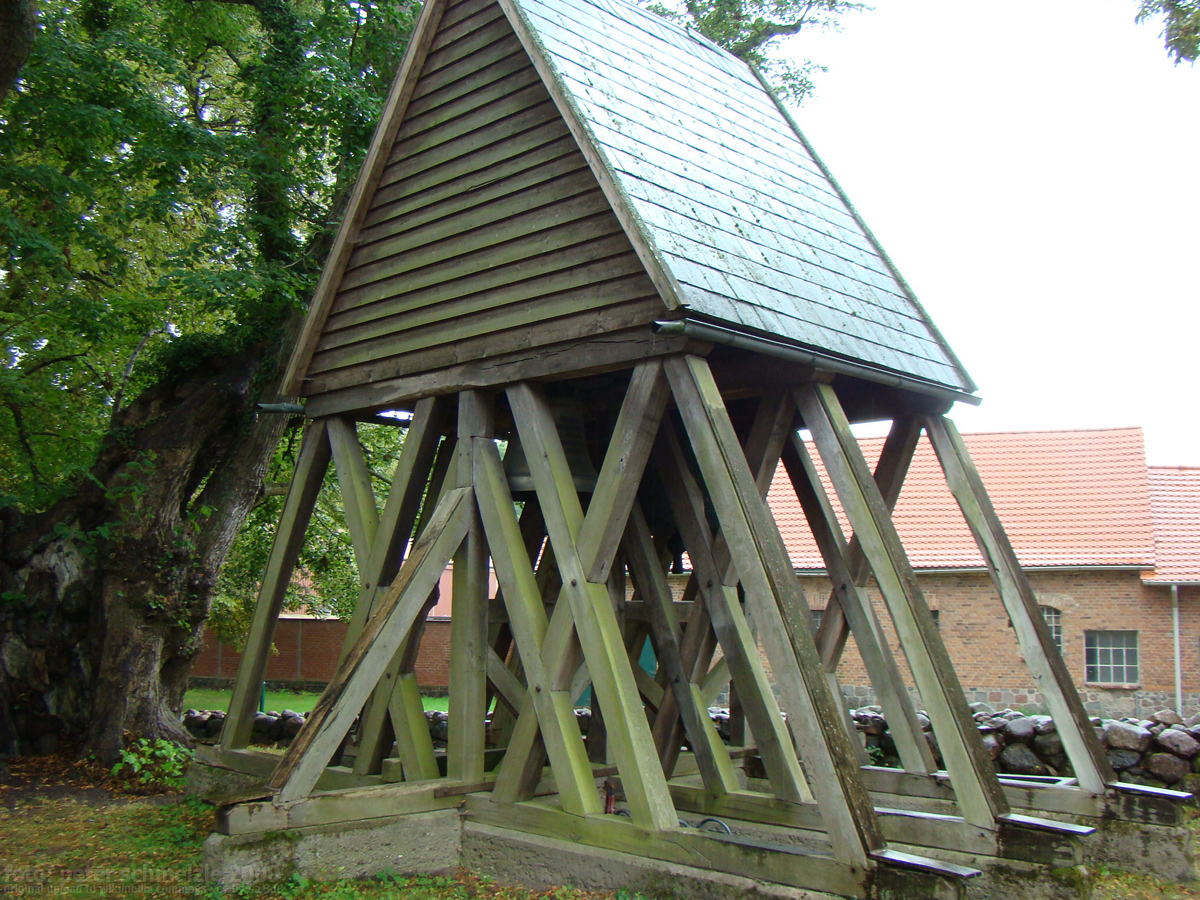
Glockenstuhl an der Linde
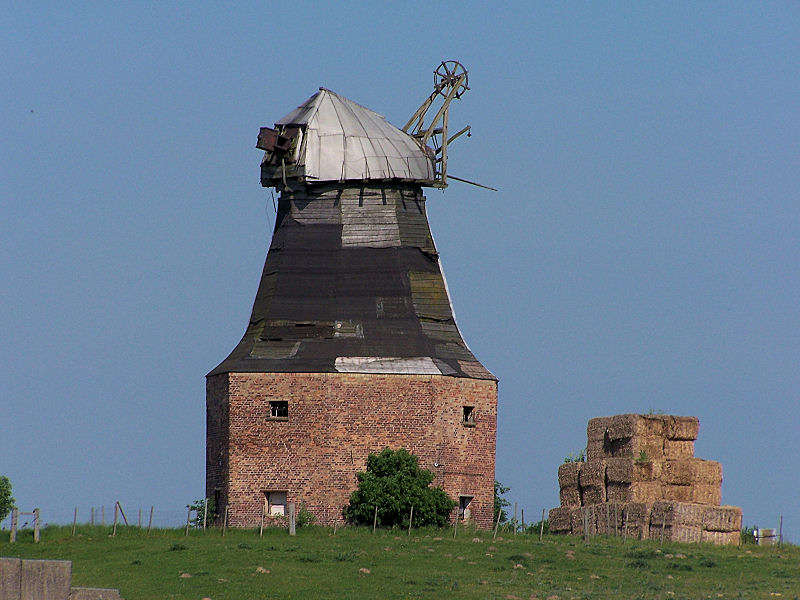
Holländermühle Walkendorf
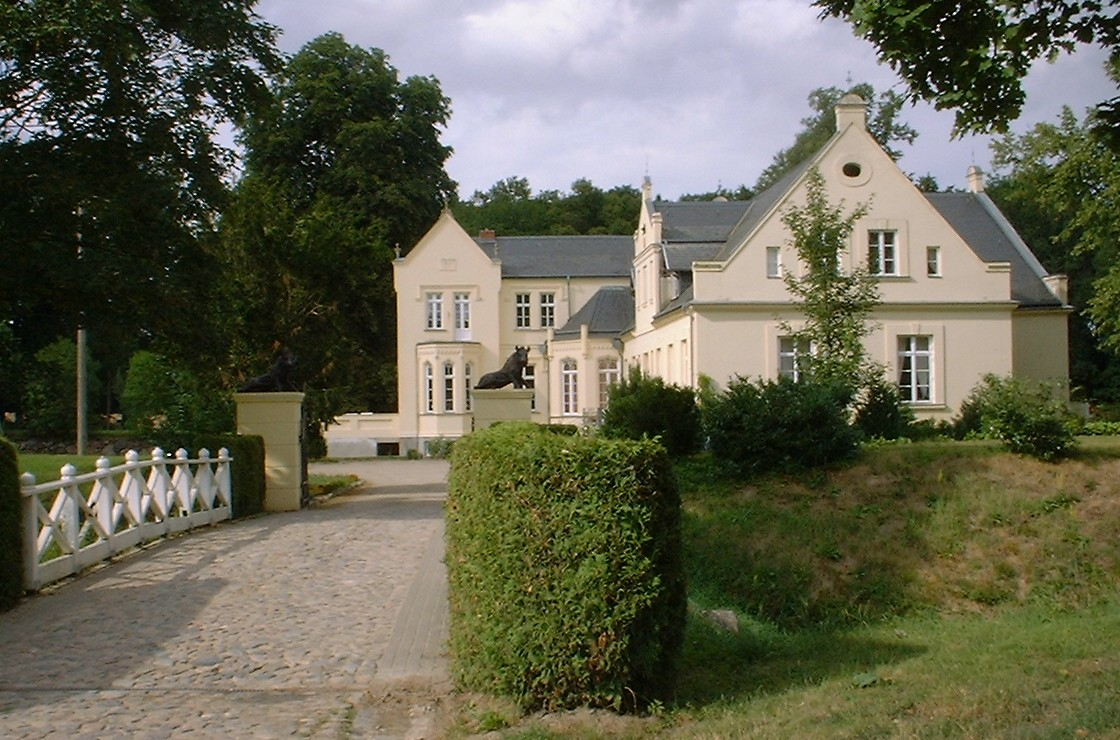
Bassewitzsches Gutshaus in Dalwitz

### Bauwerke und Denkmale
Dorfkirche Walkendorf
Dorfkirche aus der zweiten Hälfte des 13. Jahrhunderts. In ihr haben sich Wand- und Gewölbemalereien um 1370/80 und ein Schnitzaltar aus der zweiten Hälfte des 15. Jahrhunderts erhalten.
Glockenstuhl
freistehender, hölzerner Glockenstuhl mit zwei Glocken, neben der Kirche im Kirchhof
Gedenkstein
aus den 1950er Jahren auf den Gräbern von drei unbekannten Kriegsgefangenen auf dem Friedhof an der Kirche
Alte Ausspanne
Ausspanne und Krug vom Ende des 17. Jahrhunderts
Holländermühle Walkendorf
Gebäude einer alten Windmühle ohne „Flügel“
Gutshaus Dalwitz
Gutshaus derer von Bassewitz in Dalwitz mit anliegendem Park
Wossidlo Haus
Museum für den Volkskundler und Sprachforscher Richard Wossidlo, der auf dem zur Gemeinde gehörigen, 1971 wüst gelegten ehemaligen Rittergut Friedrichshof geboren wurde
→ Siehe auch Liste der Baudenkmale in Walkendorf

### Naturdenkmal Glockenlinde

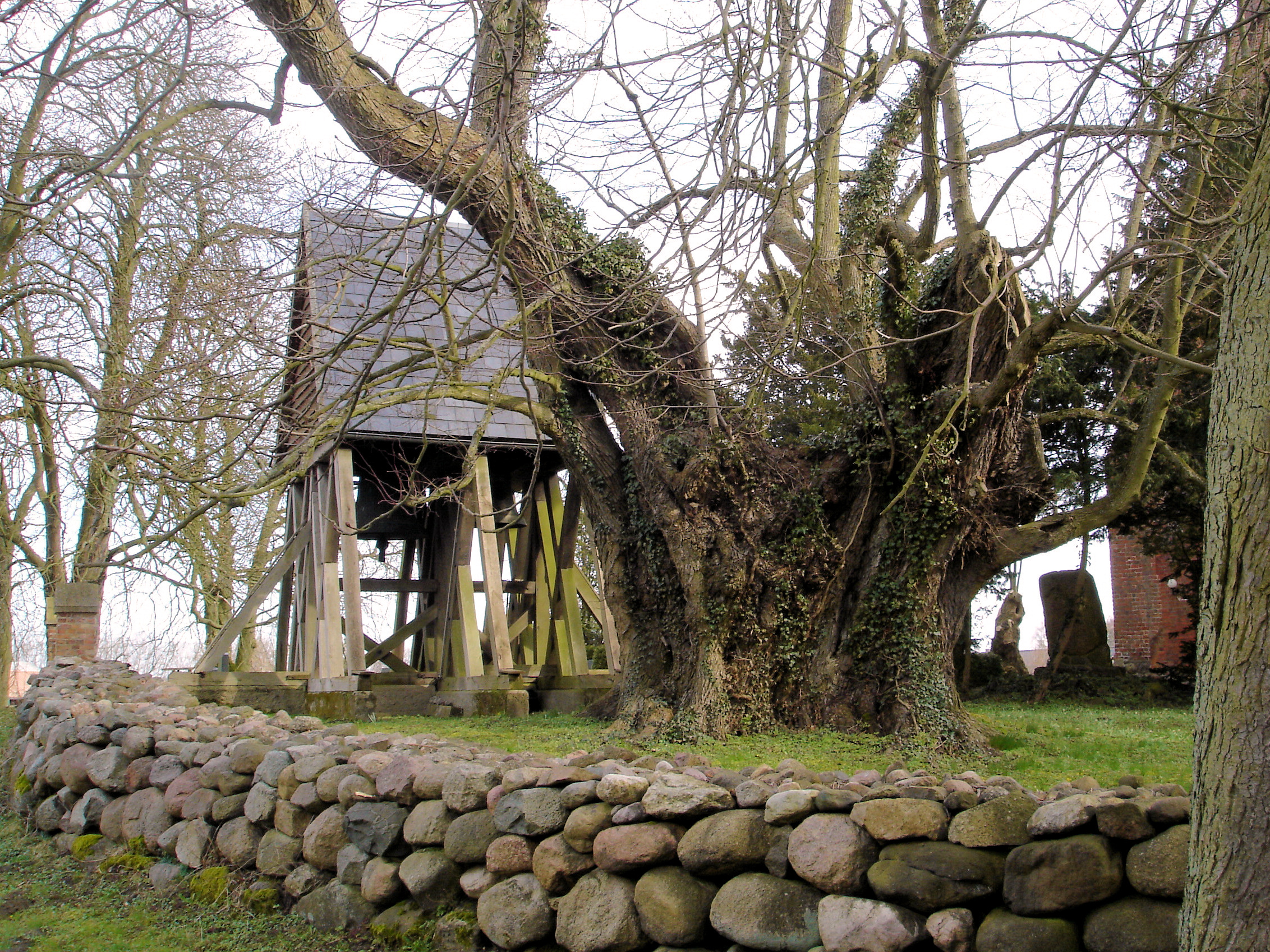
Naturdenkmal Glockenlinde

Die als „Glockenlinde“ bezeichnete Kirchhofslinde steht nahe der Kirche im, bis heute als Friedhof genutztem, Walkendorfer Kirchhof. Direkt neben der Linde steht als ihr Namensgeber der freistehende Glockenstuhl.
Beim Baum selbst handelt es sich um eine sehr alte, als Naturdenkmal ausgewiesene und in die Liste markanter und alter Baumexemplare in Mecklenburg-Vorpommern eingetragene Sommerlinde. Das Alter des Baumveterans wird mit 500–700 Jahren angegeben. Sein halbrunder, einseitig offener Stammtorso mit Wülsten und Verwachsungen im Innern, trägt eine weitverzweigte, kandelaberartige Krone aus steilaufragenden Ästen. Der Stamm, auch als „Multistamm“ bezeichnet, ist offenbar aus mehreren, ursprünglich einzelnen Stämmen zusammengewachsen. Bei einer Messung von 2014 hatte er einen Brusthöhenumfang von 9,5 m. Eine Lasergestützte Höhenermittlung ergab im Jahr 2016 ein Höhenmaß von 22 m.

## Verkehrsanbindung
Die nördliche Nachbargemeinde Lühburg liegt an der Bundesstraße 110 (Rostock – Demmin), der Walkendorfer Ortsteil Dalwitz an der Verbindungsstraße von Gnoien nach Güstrow. Etwa sieben Kilometer nördlich führt die Bundesautobahn 20 vorbei (Anschlussstelle Tessin). In Tessin besteht Bahnanschluss nach Rostock.

## Persönlichkeiten

### Dalwitz
- Henning Friedrich von Bassewitz (1680–1749), Politiker und Dobbertiner Klosterhauptmann
- Sabine Elisabeth Oelgard von Bassewitz (1716–1790), deutsche Schriftstellerin

### Friedrichshof (heute Wüstung)
- Richard Wossidlo (1859–1939), Volkskundler

### Walkendorf
- Adam Gottlob von Moltke (1710–1792), dänischer Hofmarschall
- Carl Gustav Ludwig von Moltke (1754–1838), Gutsbesitzer, Oberjägermeister und Kammerherr
- Werner Jasper Andreas von Moltke  (1755–1835), dänischer Amtmann der Färöer-Inseln
- Friedrich Ferdinand Suwe (1777–1851), deutscher Apotheker